# Ksawery Gałęzowski

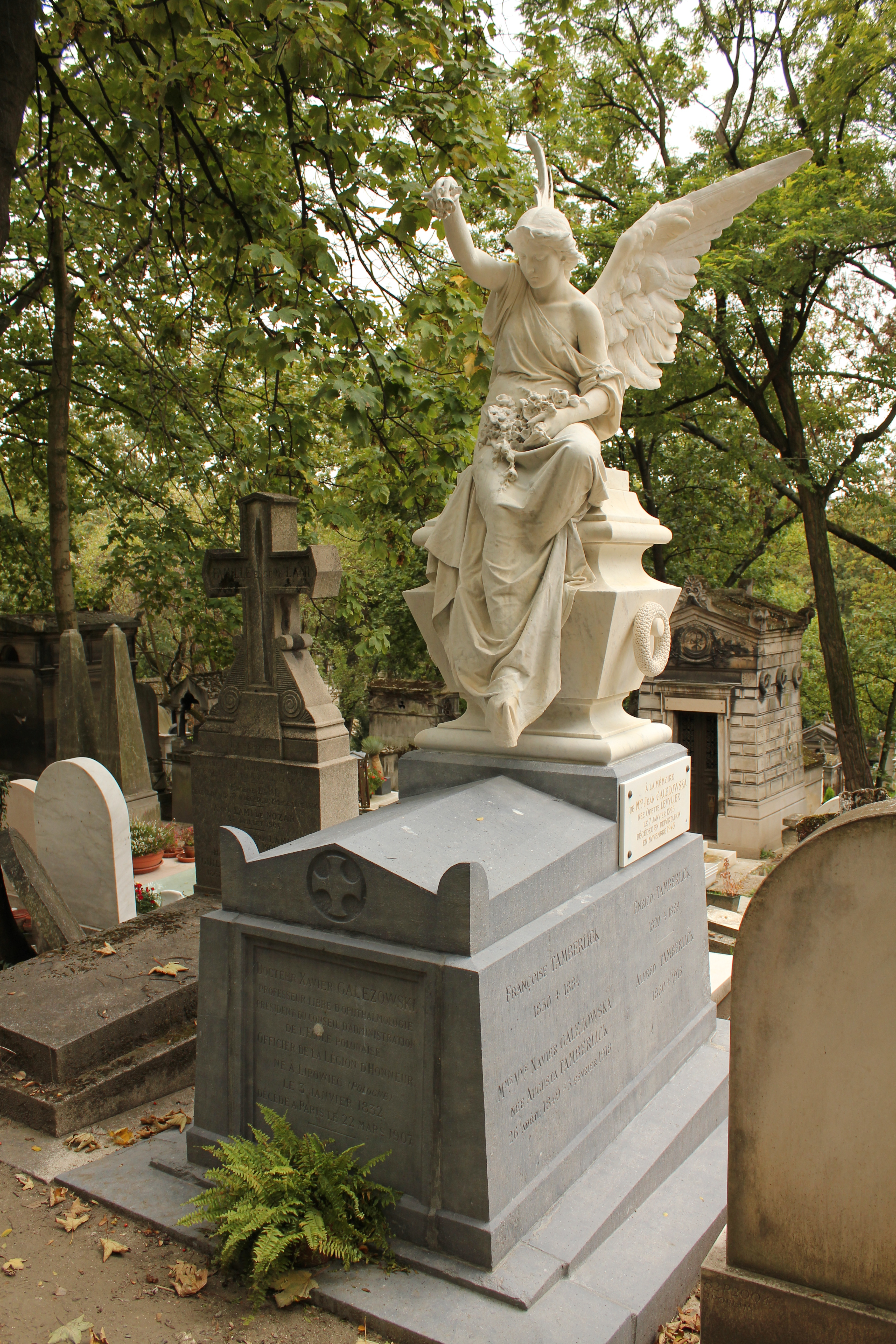
Grobowiec Ksawerego Gałęzowskiego na Père-Lachaise

Ksawery Gałęzowski (ur. 24 grudnia 1831?/5 stycznia 1832 w Lipowcu w guberni kijowskiej, zm. 22 marca 1907 w Paryżu) – polski lekarz, okulista i twórca tzw. metody Gałęzowskiego.

## Rodzina
Syn Franciszka i Antoniny z Szokalskich. Miał dwie siostry: Wiktorię i Eleonorę oraz brata Józefa (1834–1916). Żona Augusta z domu Tamberlik, była córką sławnego tenora Enrico Tamberlika. Jego stryj Seweryn Gałęzowski był lekarzem chirurgiem, działającym w Paryżu.

## Życiorys
Kształcił się w Akademii Medyczno-Chirurgicznej w Petersburgu do 1858, następnie w Paryżu, gdzie się doktoryzował w 1865 roku. W Paryżu kształcił się u słynnego paryskiego okulisty Louisa-Auguste Desmarresa. Był jednym z najznakomitszych okulistów paryskich. W 1867 otworzył prywatną klinikę w Paryżu, która zdobyła światowy rozgłos. Był autorem nowych metod operacyjnych. W roku 1872 założył pierwsze we Francji czasopismo okulistyczne „Journal d'Ophtalmologie” (1872), a następnie „Recueil d'Ophtalmologie”.
Po śmierci stryja Seweryna w 1878 roku, przewodniczący Rady szkoły batiniolskiej. Udoskonalił podstawowy w okulistyce przyrząd służący do obserwacji dna oka – oftalmoskop.
Był czynnym członkiem Towarzystwa Paryskiego Lekarzy Polskich. Ogłosił kilkaset prac ze swojej specjalizacji. Wynalazł tzw. metodę Gałęzowskiego – nową, skuteczną metodę operacyjnego leczenia odwarstwienia siatkówki, która wówczas była chorobą nieuleczalną prowadzącą do ślepoty. Upowszechniła się ona dopiero 26 lat później kiedy ogłosił ją powtórnie szwajcarski okulista Jules Gonin, który obecnie jest uznawany za jej odkrywcę na zachodzie. Jako pierwszy opisał również w 1882 w czasopiśmie „Lancet” migrenę siatkówkową. Za swoje osiągnięcia został odznaczony Krzyżem Oficerskim Legii Honorowej.

## Dzieła
- 1872 Traite des maladies des yeux[4] .